# Erwin von Schwartzenau
Erwin von Schwartzenau, též Erwin Freiherr von Schwartzenau (11. září 1858 Vídeň – 13. ledna 1926 Vídeň), byl rakousko-uherský, respektive předlitavský státní úředník a politik, v roce 1916 ministr vnitra Předlitavska.

## Biografie
Byl synem generála Karla Streina von Schwartzenau (1787–1865) a jeho manželky Antonie von Caballini. Studoval vídeňské Theresianum a v letech 1876–1879 absolvoval práva na Vídeňské univerzitě. Od roku 1880 působil jako úředník na místodržitelství v Innsbrucku, od roku 1885 na okresním hejtmanství v Meranu. Od roku 1887 přešel na úřednické posty na ministerstvu kultu a vyučování. V roce 1891 byl jmenován okresním hejtmanem v Neunkirchenu. V roce 1893 byl povolán na ministerstvo vnitra na post ministerského tajemníka. Zde stoupal v úřední hierarchii a k roku 1900 již vykonával funkci sekčního šéfa. Předseda vlády Ernest von Koerber ho tehdy pověřil vedením jednání o jihotyrolské autonomii. V roce 1901 byl jmenován místodržícím pro Tyrolsko a Vorarlbersko. Snažil se o sblížení obou tyrolských etnik, ale v roce 1904 zde došlo k etnickým konfliktům okolo zřízení italského vyučování na univerzitě v Innsbrucku. V roce 1906 odešel na post předsedy senátu správního soudního dvora. V roce 1912 byl jmenován místopředsedou správního soudního dvora.
Za druhé vlády Ernesta von Koerbera se stal ministrem vnitra. Funkci zastával od 31. října 1916 do 20. prosince 1916. Pak se vrátil do správního soudního dvora a od roku 1917 byl jeho prezidentem. Kromě toho byl od roku 1916 až do roku 1918 členem Panské sněmovny, kde náležel ke konzervativní pravici.
V roce 1885 se oženil s hraběnkou Marií von Trapp (1858–1929), která po třinácti letech manželství přivedla na svět jejich jediné dítě, syna Joachima Antona (1898–1952).